# 막돼먹은 영애씨
《막돼먹은 영애씨》는 tvN에서 2007년 4월 20일부터 2019년 4월 26일까지 방영했던 다큐드라마 시리즈로, 대한민국 직장인의 현실을 담아낸 드라마다.

## 개요
이 작품은 관찰 카메라 촬영 기법과 내레이션을 도입한 다큐멘터리 형태의 독특한 드라마로 제작되었으며, 이후 《시즌 5》부터는 HD로 전환됐다. 시즌 4를 기준으로 대한민국에서 4:3 SD로 제작된 마지막 드라마이다. 또한 시즌이 거듭되면서 초창기의 다큐멘터리 형태의 모습은 많이 희석되고 거의 일반 드라마처럼 변질되어가고 있다. 이후 시즌14부터 시즌16까지 기존 목요극 편성에서 월화극으로 주 2회 편성되었다가 2019년 2월 8일부터 2019년 4월 26일 방영된 시즌 17부터는 금요극으로 다시 주 1회로 편성된다.

## 방송 기간
| 시즌    | 방영 기간                          | 방영 시간                        | 방영 회차 |
| ------- | ---------------------------------- | -------------------------------- | --------- |
| 1       | 2007년 4월 20일 ~ 2007년 8월 3일   | 매주 금요일 밤 11시              | 16부작    |
| 2       | 2007년 9월 7일 ~ 2007년 12월 21일  | 매주 금요일 밤 11시              | 16부작    |
| 3       | 2008년 3월 7일 ~ 2008년 6월 20일   | 매주 금요일 밤 11시              | 16부작    |
| 4       | 2008년 9월 5일 ~ 2008년 12월 19일  | 매주 금요일 밤 11시              | 16부작    |
| 5       | 2009년 3월 6일 ~ 2009년 7월 17일   | 매주 금요일 밤 11시              | 20부작    |
| 6       | 2009년 10월 16일 ~ 2010년 2월 26일 | 매주 금요일 밤 11시              | 20부작    |
| 7       | 2010년 5월 14일 ~ 2010년 9월 24일  | 매주 금요일 밤 11시              | 20부작    |
| 8       | 2010년 12월 17일 ~ 2011년 4월 29일 | 매주 금요일 밤 11시              | 20부작    |
| 9       | 2011년 9월 9일 ~ 2012년 1월 20일   | 매주 금요일 밤 12시              | 20부작    |
| 10      | 2012년 4월 13일 ~ 2012년 5월 4일   | 매주 금요일 밤 12시              | 20부작    |
| 10      | 2012년 5월 18일 ~ 2012년 8월 31일  | 매주 금요일 밤 10시              | 20부작    |
| 11      | 2012년 11월 29일 ~ 2013년 3월 28일 | 매주 목요일 밤 11시              | 18부작    |
| 12      | 2013년 7월 18일 ~ 2013년 11월 14일 | 매주 목요일 밤 11시              | 18부작    |
| 13      | 2014년 3월 27일 ~ 2014년 7월 10일  | 매주 목요일 밤 11시              | 16부작    |
| 14      | 2015년 8월 10일 ~ 2015년 10월 5일  | 매주 월요일 ~ 화요일 밤 11시     | 17부작    |
| 15      | 2016년 10월 31일 ~ 2017년 1월 3일  | 매주 월요일 ~ 화요일 밤 11시     | 20부작    |
| 16      | 2017년 12월 4일 ~ 2018년 1월 23일  | 매주 월요일 ~ 화요일 밤 9시 30분 | 16부작    |
| 17      | 2019년 2월 8일 ~ 2019년 4월 26일   | 매주 금요일 밤 11시              | 12부작    |
| 총 횟수 | 총 횟수                            | 총 횟수                          | 301부작   |

## 제작진
| 시즌 | 연출                           | 조연출                                 | 극본                           | 구성                           |
| ---- | ------------------------------ | -------------------------------------- | ------------------------------ | ------------------------------ |
| 1    | 정환석, 박준화                 | 심상무, 엄지영, 이한귀리               | 박민정, 한설희                 | 백선우, 권현진                 |
| 2    | 정환석, 박준화, 최규식         | 백승룡, 신혜경, 조민욱                 | 박민정, 한설희                 | 백선우, 전지현                 |
| 3    | 정환석, 박준화, 최규식         | 백승룡, 조민욱, 노지혜                 | 명수현, 한설희                 | 백선우, 전지현                 |
| 4    | 정환석, 박준화, 최규식         | 백승룡, 조민욱, 노지혜                 | 임수미, 한설희                 | 백선우, 전지현, 최보림         |
| 5    | 박준화, 최규식, 백승룡         | 조민욱, 노지혜, 김미경                 | 명수현, 임수미                 | 백선우, 전지현, 최보림         |
| 6    | 박준화, 최규식, 백승룡         | 노지혜, 이보혜, 홍두표                 | 명수현, 임수미, 백선우         | 조윤경, 최보림                 |
| 7    | 박준화, 최규식, 백승룡         | 노지혜, 홍두표, 이세나                 | 명수현, 임수미, 백선우         | 전지현, 최보림                 |
| 8    | 박준화, 백승룡, 한상재         | 노지혜, 홍두표, 이세나                 | 명수현, 임수미, 백선우         | 전지현, 최보림                 |
| 9    | 정환석, 한상재, 최순용         | 노지혜, 이세나, 홍두표, 김상배         | 명수현, 임수미, 한설희         | 전지현, 최보림, 문수연, 차진영 |
| 10   | 박준화, 한상재, 최순용         | 노지혜, 김상배, 이세나                 | 명수현, 임수미, 한설희         | 전지현, 최보림, 문수연, 차진영 |
| 11   | 박준화, 한상재                 | 윤재순, 이현명, 채보미, 서민정, 임수정 | 명수현, 임수미, 한설희         | 최보림, 송미소, 차진영         |
| 12   | 한상재, 윤재순                 | 이재현, 서민정, 김계영                 | 명수현, 한설희, 백선우, 최보림 | 이시은, 오은지                 |
| 13   | 한상재, 윤재순                 | 박수원, 이지연, 손진락, 김상아, 김아영 | 명수현, 한설희, 백선우, 최보림 | 서동범, 오은지, 손덕화         |
| 14   | 한상재, 윤재순                 | 정우진, 이지연, 김아영, 전민호, 강나래 | 명수현, 한설희, 백선우, 최보림 | 서동범, 오은지                 |
| 15   | 한상재, 정형건, 윤재순         | 조은솔, 김아영, 김동주, 위승연         | 한설희, 백지현, 홍보희, 전지현 | 오은지, 김보배                 |
| 16   | 정형건, 윤재순, 조제욱         | 전민호, 남선옥, 김동주, 전민영, 조혜수 | 한설희, 백지현, 홍보희, 오은지 | 김보배, 정의정                 |
| 17   | 한상재, 윤재순, 김새별, 조제욱 | 홍경득, 김태경, 유아라                 | 한설희, 백지현, 홍보희, 오은지 | 정의정                         |

## 등장 인물
1. 아래 기재된 등장 인물은 각 시즌별 공식 홈페이지에 있는 ‘인물 관계도’와 ‘등장 인물 소개’에 언급된 인물만을 기재하였다.
2. 인물 관계도에 ‘영애네 가족’으로 분류되어 있지만 친인척이 아닌 경우에는 ‘주변 인물’로 분류하였다.
3. ▲ 표시는 위 1, 2와 같은 조건에 속하지는 않지만 중간에 합류하거나 특별출연할 경우에 기재한 것이다.
4. 캐릭터에 관한 내용은 ‘비고’란의 각주를 참고하기 바란다.

### 영애네 가족
| 배우   | 역할   | 시즌 | 시즌 | 시즌 | 시즌 | 시즌 | 시즌 | 시즌 | 시즌 | 시즌 | 시즌 | 시즌 | 시즌 | 시즌 | 시즌 | 시즌 | 시즌 | 시즌 | 비고  |
| 배우   | 역할   | 1    | 2    | 3    | 4    | 5    | 6    | 7    | 8    | 9    | 10   | 11   | 12   | 13   | 14   | 15   | 16   | 17   | 비고  |
| ------ | ------ | ---- | ---- | ---- | ---- | ---- | ---- | ---- | ---- | ---- | ---- | ---- | ---- | ---- | ---- | ---- | ---- | ---- | ----- |
| 김현숙 | 이영애 | ✔    | ✔    | ✔    | ✔    | ✔    | ✔    | ✔    | ✔    | ✔    | ✔    | ✔    | ✔    | ✔    | ✔    | ✔    | ✔    | ✔    | [ 1 ] |
| 이승준 | 이승준 | 빈칸 | 빈칸 | 빈칸 | 빈칸 | 빈칸 | 빈칸 | 빈칸 | 빈칸 | 빈칸 | 빈칸 | 빈칸 | ✔    | ✔    | ✔    | ✔    | ✔    | ✔    | [ 2 ] |
| 송민형 | 이귀현 | ✔    | ✔    | ✔    | ✔    | ✔    | ✔    | ✔    | ✔    | ✔    | ✔    | ✔    | ✔    | ✔    | ✔    | ✔    | ✔    | ✔    | [ 3 ] |
| 김정하 | 김정하 | ✔    | ✔    | ✔    | ✔    | ✔    | ✔    | ✔    | ✔    | ✔    | ✔    | ✔    | ✔    | ✔    | ✔    | ✔    | ✔    | ✔    | [ 4 ] |
| 정다혜 | 이영채 | ✔    | ✔    | ✔    | ✔    | ✔    | 빈칸 | 빈칸 | ▲    | ✔    | ✔    | ✔    | ✔    | ✔    | ✔    | ✔    | ✔    | ✔    | [ 5 ] |
| 고세원 | 김혁규 | ✔    | ✔    | ✔    | ✔    | ✔    | ✔    | ✔    | ✔    | ✔    | ▲    | ✔    | ▲    | ▲    | ✔    | ✔    | ✔    | ✔    | [ 6 ] |
| 박상진 | 이영민 | ✔    | 빈칸 | 빈칸 | 빈칸 | 빈칸 | 빈칸 | 빈칸 | 빈칸 | 빈칸 | 빈칸 | 빈칸 | 빈칸 | 빈칸 | 빈칸 | 빈칸 | 빈칸 | 빈칸 | [ 7 ] |
| 김현정 | 이영민 | 빈칸 | 빈칸 | 빈칸 | 빈칸 | ✔    | ✔    | ✔    | ✔    | 빈칸 | 빈칸 | 빈칸 | 빈칸 | 빈칸 | 빈칸 | 빈칸 | 빈칸 | 빈칸 | [ 7 ] |
| 오승윤 | 이영민 | 빈칸 | 빈칸 | 빈칸 | 빈칸 | 빈칸 | 빈칸 | 빈칸 | 빈칸 | 빈칸 | 빈칸 | 빈칸 | 빈칸 | ✔    | 빈칸 | 빈칸 | ▲    | 빈칸 | [ 7 ] |
| 강소라 | 강소라 | 빈칸 | 빈칸 | 빈칸 | 빈칸 | 빈칸 | 빈칸 | ✔    | ✔    | 빈칸 | 빈칸 | 빈칸 | ▲    | 빈칸 | 빈칸 | 빈칸 | 빈칸 | 빈칸 | [ 8 ] |
| 안재민 | 안재민 | 빈칸 | 빈칸 | 빈칸 | 빈칸 | 빈칸 | 빈칸 | 빈칸 | 빈칸 | 빈칸 | ✔    | ✔    | 빈칸 | 빈칸 | 빈칸 | 빈칸 | 빈칸 | 빈칸 | [ 9 ] |

### 영애네 사무실
| 배우   | 역할   | 시즌 | 시즌 | 시즌 | 시즌 | 시즌 | 시즌 | 시즌 | 시즌 | 시즌 | 시즌 | 시즌 | 시즌 | 시즌 | 시즌 | 시즌 | 시즌 | 시즌 | 비고   |
| 배우   | 역할   | 1    | 2    | 3    | 4    | 5    | 6    | 7    | 8    | 9    | 10   | 11   | 12   | 13   | 14   | 15   | 16   | 17   | 비고   |
| ------ | ------ | ---- | ---- | ---- | ---- | ---- | ---- | ---- | ---- | ---- | ---- | ---- | ---- | ---- | ---- | ---- | ---- | ---- | ------ |
| 유형관 | 유형관 | ✔    | ✔    | ✔    | ✔    | ✔    | ✔    | ✔    | ✔    | ✔    | ✔    | ✔    | ▲    | 빈칸 | 빈칸 | 빈칸 | ▲    | 빈칸 | [ 10 ] |
| 윤서현 | 윤서현 | ✔    | ✔    | ✔    | ✔    | ✔    | ✔    | ✔    | ✔    | ✔    | ✔    | ✔    | ✔    | ✔    | ✔    | ✔    | ✔    | ✔    | [ 11 ] |
| 임서연 | 변지원 | ✔    | ✔    | ✔    | ✔    | ✔    | ✔    | ✔    | ✔    | ✔    | ✔    | ✔    | 빈칸 | 빈칸 | 빈칸 | ▲    | ▲    | 빈칸 | [ 12 ] |
| 최원준 | 최원준 | ✔    | ✔    | ✔    | ✔    | ✔    | ▲    | ▲    | 빈칸 | ▲    | 빈칸 | 빈칸 | 빈칸 | 빈칸 | 빈칸 | 빈칸 | 빈칸 | 빈칸 | [ 13 ] |
| 정지순 | 정지순 | 빈칸 | ✔    | ✔    | ✔    | ✔    | ✔    | ✔    | ✔    | ✔    | ✔    | ✔    | 빈칸 | ✔    | ✔    | ✔    | ✔    | ✔    | [ 14 ] |
| 양정원 | 양정원 | 빈칸 | 빈칸 | ✔    | 빈칸 | 빈칸 | 빈칸 | 빈칸 | 빈칸 | 빈칸 | 빈칸 | 빈칸 | 빈칸 | 빈칸 | 빈칸 | 빈칸 | 빈칸 | 빈칸 | [ 15 ] |
| 이해영 | 장동건 | 빈칸 | 빈칸 | 빈칸 | ✔    | ✔    | ▲    | ✔    | ✔    | 빈칸 | ▲    | 빈칸 | 빈칸 | 빈칸 | 빈칸 | 빈칸 | 빈칸 | 빈칸 | [ 16 ] |
| 김예령 | 김예령 | 빈칸 | 빈칸 | 빈칸 | 빈칸 | ✔    | 빈칸 | 빈칸 | 빈칸 | 빈칸 | 빈칸 | 빈칸 | 빈칸 | 빈칸 | ▲    | 빈칸 | 빈칸 | 빈칸 | [ 17 ] |
| 손성윤 | 손성윤 | 빈칸 | 빈칸 | 빈칸 | 빈칸 | ▲    | ✔    | 빈칸 | 빈칸 | 빈칸 | 빈칸 | 빈칸 | 빈칸 | 빈칸 | 빈칸 | 빈칸 | 빈칸 | 빈칸 | [ 18 ] |
| 이형석 | 이형석 | 빈칸 | 빈칸 | 빈칸 | 빈칸 | 빈칸 | ▲    | ▲    | ✔    | 빈칸 | 빈칸 | 빈칸 | 빈칸 | 빈칸 | 빈칸 | 빈칸 | 빈칸 | 빈칸 | [ 19 ] |
| 김산호 | 김산호 | 빈칸 | 빈칸 | 빈칸 | 빈칸 | 빈칸 | ✔    | ✔    | ✔    | ✔    | ✔    | ✔    | 빈칸 | 빈칸 | ✔    | 빈칸 | 빈칸 | 빈칸 | [ 20 ] |
| 심진보 | 심진보 | 빈칸 | 빈칸 | 빈칸 | 빈칸 | 빈칸 | 빈칸 | 빈칸 | 빈칸 | ✔    | ✔    | ✔    | 빈칸 | 빈칸 | 빈칸 | 빈칸 | 빈칸 | 빈칸 | [ 21 ] |
| 하연주 | 하연주 | 빈칸 | 빈칸 | 빈칸 | 빈칸 | 빈칸 | 빈칸 | 빈칸 | 빈칸 | 빈칸 | ✔    | 빈칸 | 빈칸 | 빈칸 | 빈칸 | 빈칸 | 빈칸 | 빈칸 | [ 22 ] |
| 성지루 | 성지루 | 빈칸 | 빈칸 | 빈칸 | 빈칸 | 빈칸 | 빈칸 | 빈칸 | 빈칸 | 빈칸 | 빈칸 | ▲    | 빈칸 | 빈칸 | 빈칸 | 빈칸 | 빈칸 | 빈칸 | [ 23 ] |
| 강예빈 | 강예빈 | 빈칸 | 빈칸 | 빈칸 | 빈칸 | 빈칸 | 빈칸 | 빈칸 | 빈칸 | 빈칸 | 빈칸 | ✔    | ✔    | ▲    | ▲    | 빈칸 | 빈칸 | ▲    | [ 24 ] |
| 라미란 | 라미란 | 빈칸 | 빈칸 | 빈칸 | 빈칸 | 빈칸 | 빈칸 | 빈칸 | 빈칸 | 빈칸 | 빈칸 | 빈칸 | ✔    | ✔    | ✔    | ✔    | ✔    | ✔    | [ 25 ] |
| 한기웅 | 한기웅 | 빈칸 | 빈칸 | 빈칸 | 빈칸 | 빈칸 | 빈칸 | 빈칸 | 빈칸 | 빈칸 | 빈칸 | 빈칸 | ✔    | ✔    | 빈칸 | 빈칸 | ▲    | 빈칸 | [ 26 ] |
| 스잘김 | 스잘   | 빈칸 | 빈칸 | 빈칸 | 빈칸 | 빈칸 | 빈칸 | 빈칸 | 빈칸 | 빈칸 | 빈칸 | 빈칸 | ✔    | ✔    | ✔    | ✔    | ✔    | 빈칸 | [ 27 ] |
| 남경   | 김선아 | 빈칸 | 빈칸 | 빈칸 | 빈칸 | 빈칸 | 빈칸 | 빈칸 | 빈칸 | 빈칸 | 빈칸 | 빈칸 | 빈칸 | ✔    | 빈칸 | 빈칸 | 빈칸 | 빈칸 | [ 28 ] |
| 조덕제 | 조덕제 | 빈칸 | 빈칸 | 빈칸 | 빈칸 | 빈칸 | 빈칸 | 빈칸 | 빈칸 | 빈칸 | 빈칸 | 빈칸 | 빈칸 | 빈칸 | ✔    | ✔    | ▲    | 빈칸 | [ 29 ] |
| 박철민 | 조덕제 | 빈칸 | 빈칸 | 빈칸 | 빈칸 | 빈칸 | 빈칸 | 빈칸 | 빈칸 | 빈칸 | 빈칸 | 빈칸 | 빈칸 | 빈칸 | 빈칸 | 빈칸 | ▲    | 빈칸 | [ 29 ] |
| 박두식 | 박두식 | 빈칸 | 빈칸 | 빈칸 | 빈칸 | 빈칸 | 빈칸 | 빈칸 | 빈칸 | 빈칸 | 빈칸 | 빈칸 | 빈칸 | 빈칸 | ✔    | 빈칸 | 빈칸 | 빈칸 | [ 30 ] |
| 조현영 | 조현영 | 빈칸 | 빈칸 | 빈칸 | 빈칸 | 빈칸 | 빈칸 | 빈칸 | 빈칸 | 빈칸 | 빈칸 | 빈칸 | 빈칸 | 빈칸 | ✔    | 빈칸 | 빈칸 | 빈칸 | [ 31 ] |
| 박선호 | 박선호 | 빈칸 | 빈칸 | 빈칸 | 빈칸 | 빈칸 | 빈칸 | 빈칸 | 빈칸 | 빈칸 | 빈칸 | 빈칸 | 빈칸 | 빈칸 | ✔    | 빈칸 | 빈칸 | 빈칸 | [ 32 ] |
| 이수민 | 이수민 | 빈칸 | 빈칸 | 빈칸 | 빈칸 | 빈칸 | 빈칸 | 빈칸 | 빈칸 | 빈칸 | 빈칸 | 빈칸 | 빈칸 | 빈칸 | 빈칸 | ✔    | ✔    | 빈칸 | [ 33 ] |
| 김재화 | 김재화 | 빈칸 | 빈칸 | 빈칸 | 빈칸 | 빈칸 | 빈칸 | 빈칸 | 빈칸 | 빈칸 | 빈칸 | 빈칸 | 빈칸 | 빈칸 | 빈칸 | 빈칸 | ▲    | ▲    | [ 34 ] |
| 정보석 | 정보석 | 빈칸 | 빈칸 | 빈칸 | 빈칸 | 빈칸 | 빈칸 | 빈칸 | 빈칸 | 빈칸 | 빈칸 | 빈칸 | 빈칸 | 빈칸 | 빈칸 | 빈칸 | 빈칸 | ✔    | [ 35 ] |
| 박수아 | 박수아 | 빈칸 | 빈칸 | 빈칸 | 빈칸 | 빈칸 | 빈칸 | 빈칸 | 빈칸 | 빈칸 | 빈칸 | 빈칸 | 빈칸 | 빈칸 | 빈칸 | 빈칸 | 빈칸 | ✔    | [ 36 ] |

### 주변 인물
| 배우   | 역할   | 시즌 | 시즌 | 시즌 | 시즌 | 시즌 | 시즌 | 시즌 | 시즌 | 시즌 | 시즌 | 시즌 | 시즌 | 시즌 | 시즌 | 시즌 | 시즌 | 시즌 | 비고   |
| 배우   | 역할   | 1    | 2    | 3    | 4    | 5    | 6    | 7    | 8    | 9    | 10   | 11   | 12   | 13   | 14   | 15   | 16   | 17   | 비고   |
| ------ | ------ | ---- | ---- | ---- | ---- | ---- | ---- | ---- | ---- | ---- | ---- | ---- | ---- | ---- | ---- | ---- | ---- | ---- | ------ |
| 마준오 | 마준오 | ✔    | 빈칸 | 빈칸 | 빈칸 | 빈칸 | 빈칸 | 빈칸 | 빈칸 | 빈칸 | 빈칸 | 빈칸 | 빈칸 | 빈칸 | 빈칸 | 빈칸 | 빈칸 | 빈칸 | [ 37 ] |
| 김나영 | 김나영 | ✔    | ✔    | ▲    | 빈칸 | 빈칸 | 빈칸 | 빈칸 | 빈칸 | ✔    | 빈칸 | 빈칸 | 빈칸 | 빈칸 | 빈칸 | 빈칸 | 빈칸 | 빈칸 | [ 38 ] |
| 김혜지 | 김은실 | 빈칸 | 빈칸 | ▲    | ▲    | ▲    | ✔    | 빈칸 | 빈칸 | 빈칸 | 빈칸 | 빈칸 | 빈칸 | 빈칸 | 빈칸 | 빈칸 | 빈칸 | 빈칸 | [ 39 ] |
| 이용주 | 이용주 | 빈칸 | 빈칸 | 빈칸 | 빈칸 | ✔    | ✔    | ✔    | ✔    | ▲    | ▲    | 빈칸 | 빈칸 | 빈칸 | ▲    | ▲    | 빈칸 | 빈칸 | [ 40 ] |
| 이도윤 | 이석재 | 빈칸 | 빈칸 | 빈칸 | 빈칸 | 빈칸 | 빈칸 | 빈칸 | 빈칸 | ✔    | 빈칸 | 빈칸 | 빈칸 | 빈칸 | 빈칸 | 빈칸 | 빈칸 | 빈칸 | [ 41 ] |
| 김지안 | 김동연 | 빈칸 | 빈칸 | 빈칸 | 빈칸 | 빈칸 | 빈칸 | 빈칸 | 빈칸 | ✔    | 빈칸 | 빈칸 | 빈칸 | 빈칸 | 빈칸 | 빈칸 | 빈칸 | 빈칸 | [ 42 ] |
| 김동범 | 김동범 | 빈칸 | 빈칸 | 빈칸 | 빈칸 | 빈칸 | 빈칸 | 빈칸 | 빈칸 | 빈칸 | ✔    | 빈칸 | 빈칸 | 빈칸 | 빈칸 | 빈칸 | 빈칸 | 빈칸 | [ 43 ] |
| 난아   | 김난아 | 빈칸 | 빈칸 | 빈칸 | 빈칸 | 빈칸 | 빈칸 | 빈칸 | 빈칸 | 빈칸 | 빈칸 | ✔    | 빈칸 | 빈칸 | 빈칸 | 빈칸 | 빈칸 | 빈칸 | [ 44 ] |
| 문규박 | 문규박 | 빈칸 | 빈칸 | 빈칸 | 빈칸 | 빈칸 | 빈칸 | 빈칸 | 빈칸 | 빈칸 | 빈칸 | 빈칸 | 빈칸 | ✔    | 빈칸 | 빈칸 | 빈칸 | 빈칸 | [ 45 ] |
| 조동혁 | 조동혁 | 빈칸 | 빈칸 | 빈칸 | 빈칸 | 빈칸 | 빈칸 | 빈칸 | 빈칸 | 빈칸 | 빈칸 | 빈칸 | 빈칸 | 빈칸 | 빈칸 | ✔    | 빈칸 | 빈칸 | [ 46 ] |
| 정수환 | 정수환 | 빈칸 | 빈칸 | 빈칸 | 빈칸 | 빈칸 | 빈칸 | 빈칸 | 빈칸 | 빈칸 | 빈칸 | 빈칸 | 빈칸 | 빈칸 | 빈칸 | ✔    | 빈칸 | 빈칸 | [ 47 ] |
| 이규한 | 이규한 | 빈칸 | 빈칸 | 빈칸 | 빈칸 | 빈칸 | 빈칸 | 빈칸 | 빈칸 | 빈칸 | 빈칸 | 빈칸 | 빈칸 | 빈칸 | 빈칸 | 빈칸 | ✔    | ✔    | [ 48 ] |
| 손수현 | 손수현 | 빈칸 | 빈칸 | 빈칸 | 빈칸 | 빈칸 | 빈칸 | 빈칸 | 빈칸 | 빈칸 | 빈칸 | 빈칸 | 빈칸 | 빈칸 | 빈칸 | 빈칸 | ✔    | 빈칸 | [ 49 ] |
| 연제형 | 연제형 | 빈칸 | 빈칸 | 빈칸 | 빈칸 | 빈칸 | 빈칸 | 빈칸 | 빈칸 | 빈칸 | 빈칸 | 빈칸 | 빈칸 | 빈칸 | 빈칸 | 빈칸 | 빈칸 | ✔    | [ 50 ] |

## 특이 사항
- 100회 특집

2010년 1월 29일에 100회 특집 〈막돼먹은 상상극장〉편이 방송되었다. 이 방송분에서는 김미화, 구준엽, 호란, 김진표, 정가은 등이 특별 출연하였다.
- 광고 출연

2010년에 이 드라마의 출연자인 김현숙이 CJ제일제당의 컨디션 TV 광고에서 이영애 역으로 출연한 바가 있다.

## 수상
- 2008년 제2회 케이블TV 방송대상 은상
- 2016년 tvN10 어워즈 콘텐츠 본상 (드라마)
- 2016년 tvN10 어워즈 인물부문 개근상 (드라마) 김현숙

### 이전 외부 링크
| - 막돼먹은 영애씨 시즌1 홈페이지 보관됨 2015-09-25 - 웨이백 머신 - 막돼먹은 영애씨 시즌2 홈페이지 보관됨 2015-09-25 - 웨이백 머신 - 막돼먹은 영애씨 시즌3 홈페이지 보관됨 2015-07-24 - 웨이백 머신 - 막돼먹은 영애씨 시즌4 홈페이지 보관됨 2015-07-24 - 웨이백 머신 - 막돼먹은 영애씨 시즌5 홈페이지 보관됨 2015-09-25 - 웨이백 머신 - 막돼먹은 영애씨 시즌6 홈페이지 보관됨 2015-09-25 - 웨이백 머신 - 막돼먹은 영애씨 시즌7 홈페이지 보관됨 2015-09-25 - 웨이백 머신 - 막돼먹은 영애씨 시즌8 홈페이지 보관됨 2015-09-25 - 웨이백 머신 | - 막돼먹은 영애씨 시즌9 홈페이지 보관됨 2015-09-25 - 웨이백 머신 - 막돼먹은 영애씨 시즌10 홈페이지 보관됨 2015-09-25 - 웨이백 머신 - 막돼먹은 영애씨 시즌11 홈페이지 보관됨 2015-08-28 - 웨이백 머신 - 막돼먹은 영애씨 시즌12 홈페이지 보관됨 2015-08-31 - 웨이백 머신 - 막돼먹은 영애씨 시즌13 홈페이지 보관됨 2014-03-21 - 웨이백 머신 - 막돼먹은 영애씨 시즌14 홈페이지 보관됨 2016-08-05 - 웨이백 머신 - 막돼먹은 영애씨 시즌15 홈페이지 보관됨 2016-10-30 - 웨이백 머신 - 막돼먹은 영애씨 시즌16 홈페이지 |